# Ioulia Alipova
 (juillet 2014).
Ioulia Alipova (en russe: Юлия Алипова), née le 2 juillet 1990 à Balakovo en Russie, est un mannequin russe couronnée Miss Russie 2014.

## Biographie
Elle est étudiante en mathématique et physique dans un lycée spécial, puis fait des études à l'université de Moscou.
En mars 2014, Ioulia Alipova est élue Miss Russie 2014. Elle participe par la suite à l'élection de Miss Univers 2014.